# Marek Čanecký
Marek Čanecký (ur. 17 czerwca 1988 w Bańskiej Bystrzycy) – słowacki kolarz szosowy i przełajowy.
Jako kolarz szosowy uczestniczył w mistrzostwach świata, Europy czy igrzyskach europejskich. Kilkukrotnie zdobywał mistrzostwo Słowacji w jeździe indywidualnej na czas

## Osiągnięcia

### Kolarstwo szosowe
Opracowano na podstawie:

2011
- 3. miejsce w mistrzostwach Słowacji (jazda indywidualna na czas)
- 3. miejsce w Tour of Vojvodina I
- 1. miejsce na 1. etapie Tour of Marmara
- 2. miejsce w Grand Prix Chantal Biya
  - 1. miejsce na 2. etapie

2012
- 1. miejsce w klasyfikacji górskiej Grand Prix of Sochi

2013
- 1. miejsce w klasyfikacji górskiej Oberösterreichrundfahrt

2014
- 3. miejsce w Visegrad 4 Bicycle Race Grand Prix Hungary

2015
- 1. miejsce na 2. etapie Tour de Hongrie
- 3. miejsce w Rund um Sebnitz

2016
- 1. miejsce w Visegrad 4 Bicycle Race Grand Prix Hungary
- 1. miejsce w mistrzostwach Słowacji (jazda indywidualna na czas)

2017
- 1. miejsce w mistrzostwach Słowacji (jazda indywidualna na czas)

2018
- 1. miejsce w mistrzostwach Słowacji (jazda indywidualna na czas)

2019
- 2. miejsce w mistrzostwach Słowacji (jazda indywidualna na czas)
- 1. miejsce w klasyfikacji górskiej In the footsteps of Romans
- 2. miejsce w Grand Prix Chantal Biya
  - 1. miejsce w klasyfikacji punktowej
  - 1. miejsce na 2. i 3. etapie
- 3. miejsce w Tour du Sénégal

2022
- 2. miejsce w mistrzostwach Słowacji (jazda indywidualna na czas)

## Rankingi

### Kolarstwo szosowe
| Rok             | 2010  | 2011 | 2012 | 2013 | 2014 | 2015 | 2016 | 2017  | 2018  | 2019 | 2020 | 2021  | 2022 | 2023  |
| --------------- | ----- | ---- | ---- | ---- | ---- | ---- | ---- | ----- | ----- | ---- | ---- | ----- | ---- | ----- |
| World Ranking   |       |      |      |      |      |      | 574. | 1074. | 1066. | 778. | 295. | 1588. | 681. | 1014. |
| UCI Europe Tour | 1147. | 413. | -    | -    | 579. | 447. | 342. | 680.  | 710.  | 568. | 243. | 1118. | 526. | -     |
| UCI Africa Tour | 163.  | -    | 35.  | 188. | -    | -    | -    | -     | -     |      |      |       |      |       |
|                 |       |      |      |      |      |      |      |       |       |      |      |       |      |       |
| Źródło: UCI     |       |      |      |      |      |      |      |       |       |      |      |       |      |       |